# فيونا فوكس
فيونا فوكس (بالإنجليزية: Fiona Fox)‏ هي صحفية بريطانية، ولدت في 12 نوفمبر 1964 في Mancot ‏ في المملكة المتحدة.